# 메틸아민
메틸아민(영어: methylamine)은 화학식이 CH3NH2인 유기 화합물이다. 메틸아민은 무색의 기체로 암모니아의 유도체이며, 1개의 수소 원자가 메틸기로 치환되어 있다. 메틸아민은 가장 단순한 1차 아민이다.
메틸아민은 메탄올, 에탄올, 테트라하이드로푸란의 용액 또는 수용액의 형태로 판매되거나 가압 금속 용기 내의 무수 기체로 판매된다. 산업적으로 메틸아민은 가압 철도 차량 및 탱크 트레일러를 이용한 무수 형태로 수송된다. 메틸아민은 썩은 생선 냄새와 비슷한 강한 냄새가 난다. 메틸아민은 상업적으로 이용 가능한 수많은 다른 화합물들의 합성을 위한 빌딩 블록으로 사용된다.

## 산업적 생산
메틸아민은 알루미노실리케이트 촉매의 존재 하에 암모니아와 메탄올의 반응에 의해 상업적으로 제조된다. 다이메틸아민과 트라이메틸아민이 함께 생성된다. 반응속도론과 반응물의 비율에 따라 세 가지 생성물의 비율이 결정된다. 반응속도론에 의해 가장 선호되는 생성물은 트라이메틸아민이다.
CH3OH + NH3  →  CH3NH2 + H2O
이러한 방식으로 2005년에 약 115,000톤이 생산되었다.

## 실험실 방법
메틸아민은 1849년에 샤를 아돌프 뷔르츠에 의해 아이소사이안산 메틸 및 관련 화합물들의 가수분해를 통해 처음으로 제조되었다. 이러한 과정의 예에는 아세트아마이드와 브로민 가스로부터 메틸아민을 생성하기 위한 호프만 자리옮김의 사용이 포함된다.
실험실에서 메틸아민 염산염은 다양한 다른 방법으로 쉽게 제조된다. 한 가지 방법은 폼알데하이드를 염화 암모늄으로 처리하는 것이다.
NH4Cl + H2CO   →   [CH2=NH2]Cl + H2O
[CH2=NH2]Cl + H2CO  +  H2O  →   [CH3NH3]Cl + HCO2H
무색의 염산염은 다음과 같이 수산화 나트륨(NaOH)과 같은 강염기를 첨가하여 아민으로 전환시킬 수 있다.
[CH3NH3]Cl + NaOH  →  CH3NH2 + NaCl + H2O
또 다른 방법은 아연과 염산으로 나이트로메테인을 환원시키는 것이다.
메틸아민을 생성하는 또 다른 방법은 물에서 강염기를 사용하여 글리신을 자발적으로 탈카복실화시키는 것이다.

## 반응성 및 활용
메틸아민은 단순한 아민이므로 좋은 친핵체이다. 메틸아민은 아민으로서 약염기로 간주된다. 유기화학에서 메틸아민은 광범위하게 사용된다. 간단한 시약과 관련된 일부 반응에는 포스젠을 사용하여 아이소사이안산 메틸로, 이황화 탄소 및 수산화 나트륨을 사용하여 메틸다이싸이오카밤산 나트륨으로, 클로로포름 및 염기를 사용하여 아이소사이안화 메틸로, 산화 에틸렌을 사용하여 메틸에탄올아민으로 전환시키는 반응이 포함된다. 액체 메틸아민은 액체 암모니아와 유사한 용매 특성을 가지고 있다.
메틸아민으로부터 생산되는 상업적으로 중요한 대표 화학 물질로는 의약품인 에페드린 및 테오필린, 살충제인 카보퓨란, 카바릴 및 메탐 나트륨, 용매인 N-메틸폼아마이드 및 N-메틸피롤리돈이 있다. 일부 계면활성제 및 사진 현상액을 제조하려면 빌딩 블록으로 메틸아민이 필요하다.

## 생화학
메틸아민은 부패의 결과로 생성되며 메테인 생성의 기질이다.
또한 메틸아민은 PADI4-의존성 아르지닌 탈메탈화동안 생성된다.

## 안전성
LD50(쥐)은 2.5 g/kg이다.
미국 직업안전보건국(OSHA)과 미국 국립 직업안전위생연구소(NIOSH)는 8시간 시간 가중 평균에 대해 직업적 노출 한계를 10 ppm 또는 12 mg/m3로 설정했다.

## 규제
미국에서 메틸아민은 메스암페타민의 불법적 생산에 사용되기 때문에 마약단속국에 의해 목록 I 전구체 화학 물질로 규제된다.

## 대중문화에서
AMC 시리즈 드라마 브레이킹 배드에서 가상의 인물인 월터 화이트와 제시 핑크맨은 메스암페타민을 합성하는 과정의 일부로 메틸아민을 사용한다. 감기약인 슈도에페드린을 포함하는 전통적인 메스암페타민 생산 기술의 대안으로 그 사용이 줄거리의 중심이 되며 주인공은 그것을 얻기 위해 여러 차례 절도 행위를 저지른다.

## 같이 보기
- 아민
- 에틸아민
- 할로젠화 메틸암모늄